# Ministère des Pêches du Nouveau-Brunswick
Le ministère des Pêches du Nouveau-Brunswick, créé en 1963, est responsable de la gestion de la pêche de la province.

## Organisation

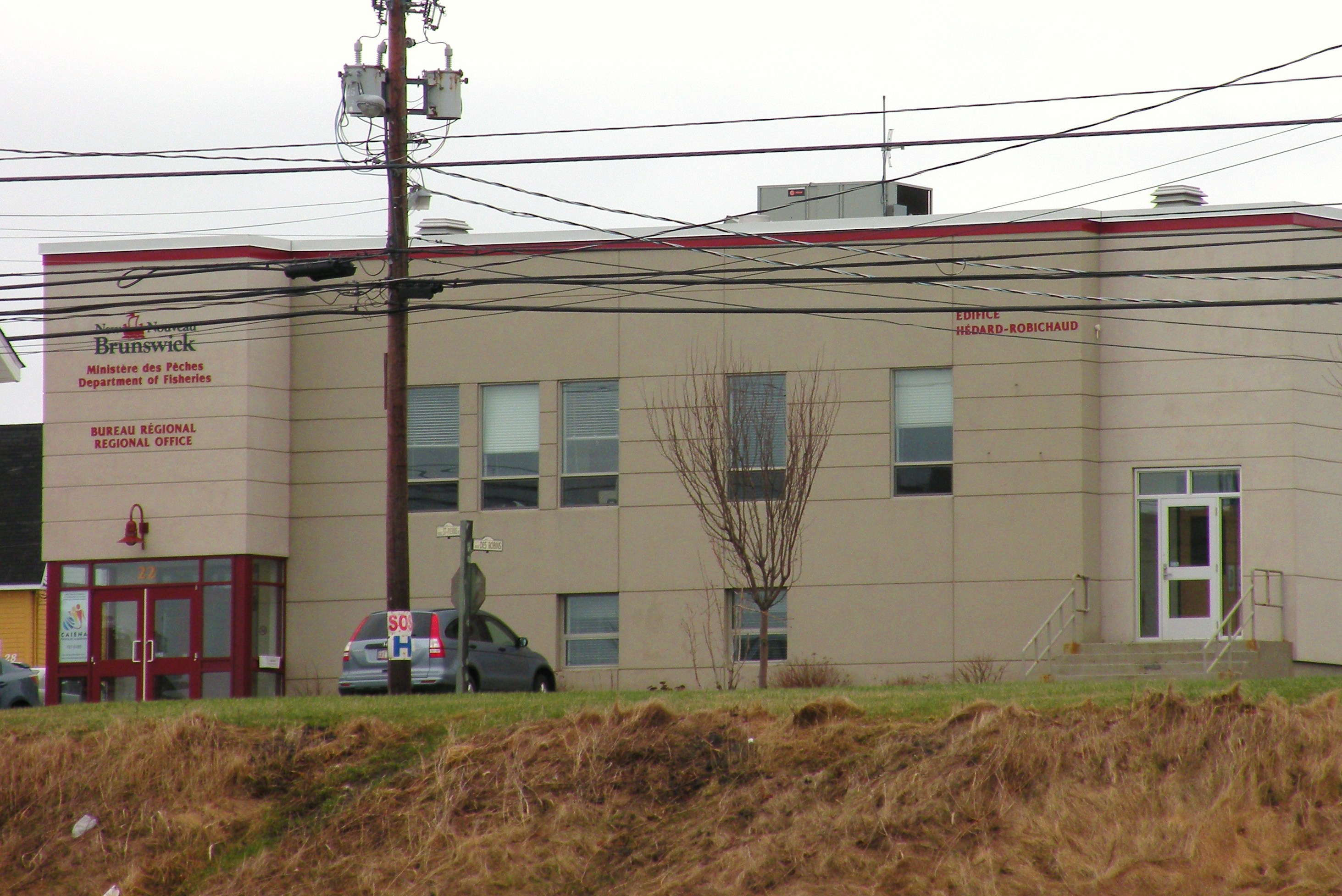
Bureau régional à Caraquet.

## Liste des ministres
- 2014 Rick Doucet

| Dates                 | Ministre    | Gouvernement |
| --------------------- | ----------- | ------------ |
| 3 octobre 2006 - 2010 | Rick Doucet | Shawn Graham |

De 2000 à 2006, voir Ministère de l'Agriculture, des Pêches et de l'Aquaculture du Nouveau-Brunswick
| Dates                              | Ministre             | Gouvernement                                 |
| ---------------------------------- | -------------------- | -------------------------------------------- |
| 21 juin 1999 - 23 mars 2000        | Paul Robichaud       | Bernard Lord                                 |
| 23 juillet 1997 - 21 juin 1999     | Donald Gay           | Joseph Raymond Frenette et Camille Thériault |
| 27 avril 1994 - 23 juillet 1997    | Bernard Thériault    | Joseph Raymond Frenette                      |
| 9 octobre 1991 - 27 avril 1994     | Camille Thériault    | Frank McKenna                                |
| 15 juin 1989 - 9 octobre 1991      | Denis Losier         | Frank McKenna                                |
| 3 octobre 1988 - 15 juin 1989      | Aldéa Landry         | Frank McKenna                                |
| 27 octobre 1987 - 3 octobre 1988   | Doug Young           | Frank McKenna                                |
| 3 octobre 1985 - 27 octobre 1987   | James N. Tucker, Jr. | Richard Hatfield                             |
| 21 novembre 1978 - 3 octobre 1985  | Jean Gauvin          | Richard Hatfield                             |
| 3 décembre 1974 - 21 novembre 1978 | Omer Léger           | Richard Hatfield                             |
| 12 novembre 1970 - 3 décembre 1974 | G. William Cockburn  | Richard Hatfield                             |
| 8 juillet 1963 - 12 novembre 1970  | Ernest Richard       | Louis Robichaud                              |